# Hammelvognen
Hammelbilen eller Hammelvognen er et firehjulet motorkøretøj bygget i København af maskinfabrikant Albert F. Hammel og værkfører Urban Johansen på A.F. Hammels maskinfabrik i København. Bilen er bygget som en hestevogn og har en vandkølet motor med to vandretliggende cylindere på 2720 cm³ og 3,5 hk anbragt under sæderne. Tophastigheden er ca. 10 km/h. Konstruktionstidspunktet har længe været ukendt, men der har hersket enighed om, at der er tale om et pionerarbejde, som daterer sig til et af årene 1887-89. Imidlertid er der nu fundet omtale i datidens aviser der fastslår at bilen er konstrueret i sommeren 1895. 
Bilen blev i 1926 skænket til Danmarks Tekniske Museum af en af A.F. Hammels døtre.
I 1954 deltog den restaurerede Hammelbil i veteranbilløbet London - Brighton. Løbet markerer afskaffelsen i UK i 1905 af loven om at der skulle gå en mand med et rødt flag foran alle motorkøretøjer for at advare de andre trafikalnter. Hammelbilen er, selv med den korrekte datering, det hidtil ældste køretøj, der har deltaget i dette løb. Det var kun lige at Hammelbilen klarede den 106 km lange tur indefor tidsgrænsen.